# Nicola Sturgeon
Nicola Ferguson Sturgeon (IPA: [ˈnɪkələ ˈfɜːɡəsən ˈstɜːd͡ʒən], Irvine, 1970. július 19.) skót politikus, a skót politikai ébredés kiemelkedő politikusa. 2014-től 2023-ig Skócia első minisztere, egyben 2014-től 2023-ig a Skót Nemzeti Párt vezetője.

## Életpályája
Glasgow szegényebb bányaterületéről származik, ahol a családja egy kocsma felett lakott. Azon kevés brit politikus közé tartozik, aki nem magániskolában, hanem állami középiskolában végzett. A Glasgow-i Egyetemen jogot tanult. 1986 óta tagja a Skót Nemzeti Pártnak.
Házastársa 2010 óta Peter Murrell.
Míg a Brexitről tartott 2016-os népszavazáson az Egyesült Királyság szavazóinak többsége szavazott a kilépés mellett, addig a skót szavazók 62 százaléka az Európai Unióban való maradás mellett döntött.
Amikor 2016-ban a Skót Nemzeti Párt nyert a skót parlamenti választáson, Nicola Sturgeon megígérte: ha Skóciát az akarata ellenére kivezetik az EU-ból, népszavazást tartanak, hogy fenntarthassák Skócia EU-tagságát.
A 2019. decemberi brit parlamenti választáson a Brexitet szorgalmazó brit Konzervatív Párt nagy fölénnyel nyert, a skót választókerületekben  a Skót Nemzeti Párt győzött, jelentős többséggel-
Miután az Egyesült Királyság 2020. január 31-vel kilépett az EU-ból, Nicola Sturgeon továbbra is kitart amellett, hogy újabb népszavazást tartsanak, amelynek tárgya Skóciának az Egyesült királyságból való kilépése, és ezáltal Skócia EU-tagságának biztosítása lenne.
2021. májusában a brit helyhatósági választásokon Sturgeon pártja, az SNP 64 helyet szerzett meg a 129 tagú skót parlamentben. Bár egy képviselő híján nem sikerült elérni az abszolút többséget, ám  így is többségbe kerültek a függetlenséget támogató skót pártok, a 8 mandátumot nyert Zöldekkel együtt.  Sturgeon, mint újraválasztott első miniszter, kijelentette, hogy folytatja a küzdelmet egy új függetlenségi népszavazás kiírásáért.
2023. február 15-én bejelentette lemondását mind az első miniszteri, mind az SNP pártvezetői tisztségéről.